# Wielki pan
Wielki Pan (fr. Les Bons Vivants lub Un grand seigneur) – francuski film komediowy z 1965.

## Fabuła
Film składa się z 3 nowel, które łączy jedno wydarzenie, a mianowicie wydanie dekretu z 13 kwietnia 1946 nakazującego zamknięcie we Francji wszystkich działających domów publicznych. W pierwszej części poznajemy Charlesa i Blanche, właścicieli jednego z takich przybytków w Paryżu. Zgodnie z rozporządzeniem zmuszeni są zaprzestać długoletniej działalności. Pracujące u nich dziewczyny muszą ułożyć sobie życie od nowa i poszukać innego zajęcia. Charles postanawia podarować każdej z nich jakiś przedmiot na pamiątkę. W drugiej części poznajemy losy jednej z pracownic Charlesa, Lucette; która w „nowym życiu” została żoną bogatego barona. Właśnie okradziono ich willę. Złodzieje zostają szybko schwytani, a skradzione rzeczy odzyskane; z wyjątkiem czerwonej latarni podarowanej jej przez Charlesa po zamknięciu domu publicznego, która to przed laty wisiała nad wejściem do lokalu. Lucette darzy pamiątkę szczególnym sentymentem i podczas sądowego procesu próbuje wyjaśnić tajemnicę jej zniknięcia. Na rozprawie zjawiają się jej dawne koleżanki po fachu jak i sam pracodawca. Trzecia część filmu to historia kolejnej z „dziewczyn do towarzystwa” – Héloïse. Wyjeżdża ona na prowincję, gdzie przypadkowo trafia do domu Léona Haudepina, statecznego kawalera w średnim wieku. W niedługim czasie zmienia ona całkowicie ustabilizowane życie Leona jak i grupy jego kolegów z klubu sportowego.

## Obsada
Część 1: La Fermeture (Zamknięcie)
- Bernard Blier – Charles Labergerie, właściciel domu publicznego
- Dominique Davray – Blanche Labergerie, żona Charlesa
- Franck Villard – Marcel Froment
- Mireille Darc – Héloïse
- Yori Bertin – Colette
- Aline Bertrand – madame Pauline
- Micheline Luccioni – Carmen
- Michèle Bardollet – jedna z dziewczyn
- Françoise Vatel – jedna z dziewczyn
- Margarette – jedna z dziewczyn
- Josy Guadel – jedna z dziewczyn
- Catherine Samie – jedna z dziewczyn
- Henri Virlogeux – lekarz
- Jacques Marin – nabywca mebli
- Jacques Legras – szwajcarski klient
- Jean-Luc Bideau – szwajcarski klient

Część 2: Le Procès (Proces)
- Andréa Parisy – Lucette Grannu (baronowa Seychelles du Hautpas)
- Pierre Bertin – główny sędzia
- Yori Bertin – Colette
- Aline Bertrand – madame Pauline
- Bernard Blier – Charles Labergerie
- Franck Villard – Marcel Froment
- Jean Lefebvre – Léonard Maburon, włamywacz
- Jean Carmet – Paulo, włamywacz; pomocnik Léonarda
- Darry Cowl – obrońca Léonarda
- Bernard Dhéran – oskarżyciel
- Bernard Musson – asesor
- Albert Michel – urzędnik
- Adrien Cayla-Legrand – strażnik

Część 3: Les Bons Vivants
- Louis de Funès – Léon Haudepin
- Mireille Darc – Héloïse (Marie Truchet)
- Jean Richard – Paul Arnaud
- Bernadette Lafont – Sophie
- Maria-Rosa Rodriguez – Carmen
- Hubert Deschamps – sędzia Hardouin
- Gabriel Gobin – pan Leproux
- Philippe Castelli – pan Boudu
- Jean-Pierre Moutier – asystent Léona
- Andrée Tainsy – Germaine, gosposia Léona
- Albert Rémy – inspektor Grannu
- Guy Grosso – sutener szukający Carmen
- Lucien Frégis – jeden z kolegów Léona